# 중개 의학
중개 의학(translational medicine. 종종 중개 과학(translational science)이라고도 함.)은 생물의학의 기초 과학 측면을 임상 실무에 적용하는 것을 개발한다. 즉, 기초 과학을 의료 실무의 응용 과학으로 전환하는 것이다.

## 같이 보기
- 의학
- 생명공학